# Orion Music + More
Orion Music + More — музичний фестиваль, заснований рок-гуртом Metallica, що проходив 2012 та 2013 року.

## Історія фестивалю
Анонс першого фестивалю відбувся на початку 2012 року. Metallica оголосила про проведення дводенного заходу в Атлантік-Сіті, Нью-Джерсі, США, що проходив на місці колишнього аеропорту Бейдер-Філд 23-24 квітня. Окрім, власне, Metallica, які грали протягом обох вечорів, виконавши повністю всі пісні з альбомів Ride the Lightning (1984) та Metallica (1991), участь в фестивалі взяло ще понад 20 гуртів, серед яких Arctic Monkeys, Avenged Sevenfold, Modest Mouse та інші. Примітно, що фестиваль був орієнтований не лише на поціновувачів важкого металу, і на ньому виступали артисти інших жанрів, від панк-року до кантрі-музики.
Наступного року фестиваль відбувся в Детройті, у парку Белл-Айл, в червні 2023 року. Протягом двох днів виступали такі гурти, як Red Hot Chili Peppers, Deftones, Silversun Pickups, Rise Against та інші. Metallica відіграла два концерти: в перший день під псевдонімом dehaan (відсилання до Дейна Діхаана, який зіграв головну роль у фільмі «Metallica: Крізь неможливе») вони відіграли на малій сцені всі пісні з дебютного альбому Kill'Em All, а наступного вечора виступили під звичною назвою.
Хоча фестиваль мав стати щорічним, після 2013 року його було скасовано. За словами Джеймса Гетфілда, фестиваль виявився неприбутковим і гурт втратив на його проведенні мільйони доларів.

## Учасники

### 2012
- Metallica
- Arctic Monkeys
- Avenged Sevenfold
- Modest Mouse
- The Gaslight Anthem[en]
- Ерік Черч[en]
- Cage the Elephant
- Fucked Up[en]
- The Jim Breuer Heavy Metal Comedy Tour[en]
- Volbeat
- Best Coast[en]
- Hot Snakes[en]
- Titus Andronicus
- Гері Кларк-молодший
- Lucero[en]
- Рокі Еріксон
- The Black Angels[en]
- Baroness
- Soul Rebels[en]
- The Sword
- Дон Джеймісон[en]
- Джим Флорентайн[en]
- Wooden Shjips[en]
- A Place to Bury Strangers[en]
- Liturgy[en]
- Ghost
- Charred Walls of the Damned[en]
- Шулі Егар[en]
- Suicidal Tendencies
- Sepultura
- The Black Dahlia Murder
- Torche[en]
- Letlive
- Red Fang
- Kyng[en]
- Landmine Marathon[en]
- Black Tusk[en]
- Thy Will Be Done[en][6]

### 2013
- Metallica
- Red Hot Chili Peppers
- Rise Against
- Deftones
- BASSNECTAR[en]
- Dropkick Murphys
- Gogol Bordello
- Infectious Grooves[en]
- Rocket from the Crypt[en]
- FLAG
- Silversun Pickups
- Foals
- Tomahawk[en]
- Destroid[en]
- The Joy Formidable[en]
- Datsik[en]
- Borgore[en]
- Japandroids[en]
- Dillon Francis[en]
- Adventure Club[en]
- 12th Planet[en]
- Death Grips
- The Dillinger Escape Plan
- Vista Chino[en]
- Dirtyphonics[en]
- The Dirtbombs[en]
- DEATH
- Fu Manchu[en]
- Dead Sara[en]
- The Bronx[en]
- FIDLAR[en]
- The Orwells[en]
- All Shall Perish
- BATTLECROSS[en]
- Cauldron[en]
- Метт Кларк
- Calico
- dehaan (Metallica)
- Trujillo Trio[7]